# Juan Montón y Mallén
Juan Montón y Mallén (Aliaga, c. 1730 – Segovia, 5 de diciembre de 1781) fue un compositor y maestro de capilla español.

## Vida
Es poco lo que se conoce del nacimiento y formación de Montón. Parece seguro que nació en Aliaga, en la provincia de Teruel, deducido por la densidad de sus apellidos en la ciudad y el nacimiento de su hermano en Aliaga. También la fecha de nacimiento es insegura y se estima hacia 1730. La formación pudo ser en Zaragoza, en El Pilar, o en Albarracín.
La cuestión es que en 1756 se encuentra en Albarracín como maestro de capilla y permanecería allí hasta 1759. El maestro no está mencionado por su nombre en las actas capitulares, pero si aparecen sus obras firmadas y datadas, además de una referencia directa aparecida en una composición en Segovia: «siendo maestro de capilla de Albarracín». Durante este tiempo, en 1758, se presentó a las oposiciones para el magisterio de la Catedral de Cuenca para ocupar la vacante de Antonio Ripa, sin éxito. Montón, que también es mencionado como maestro de Albarracín, consiguió un solo voto, frente a los quince obtenidos por el ganador, Francisco Morera.
Pocos meses después se presentó a las oposiciones para el magisterio de la Catedral de Segovia, que estaba vacante desde la desaparición del maestro Manuel Prada en 1756. Permanecería en el cargo 22 años, sin mayores problemas con el cabildo, falleciendo el 5 de diciembre de 1781 en Segovia. Su importancia consiguió que el cabildo permitiera un lauda, una lápida con inscripción en su sepultura.

## Obra
Se han catalogado más de 350 composiciones a cuatro y más voces, con instrumentos, que se conservan en el archivo de la Catedral de Segovia: misas, oficio de difuntos, salmos, magníficat, completas, lamentaciones de Semana Santa, villancicos para la Navidad, Corpus Christi y a la Virgen. En el archivo de la Catedral de Albarracín se conservan 5 salmos (a cinco o más voces), un magnificat (a cinco voces) y una misa de difuntos (a seis voces).
El aprecio de Montón como música ha subido considerablemente desde la grabación Misa para colocación del altar (1775). Grabada por la Orquesta Sinfónica de Castilla y León y el Coro Universitario de León con ocasión de Las Edades del Hombre. En Centroeuropa ha sido incluso puesta a la altura de misas solemnes de Haydn y Mozart. Posteriormente se han estrenado otras obras, como la Misa a seis voces (1757).